# Pixantrona
Pixantrona es un medicamento indicado como monoterapia para el tratamiento de pacientes adultos con linfomas no hodgkinianos (LNH) de linfocitos B agresivos, multirrecidivantes o resistentes al tratamiento. No se ha establecido el beneficio del tratamiento con pixantrona en pacientes cuando se utiliza como quimioterapia de quinta línea o más en pacientes refractarios al tratamiento anterior.
Se presenta en viales que contienen un polvo liofilizado de color azul oscuro. Concentrado para solución para perfusión.
Cada vial contiene 50 mg de dimaleato de pixantrona equivalente a 29 mg de pixantrona. Después de la reconstitución, cada mililitro de concentrado contiene dimaleato de pixantrona equivalente a 5,8 mg de pixantrona.

## Estructura y mecanismo de acción
Pixantrona es un fármaco diseñado para reducir la cardiotoxicidad asociada a las antraciclinas sin comprometer su eficacia antitumoral.
A diferencia de las antraciclinas, es un inhibidor débil de la topoisomerasa II.
Carece del anillo de 5,8-dihidroxifenil de la mitoxantrona que se cree que se cree que es el responsable de la cardiotoxidad.
En su lugar, pixantrona contiene un nitrógeno que crea un puente de hidrógeno y un centro básico adicional en la molécula, mejorando la afinidad por el ácido desoxirribonucleico (ADN), y por tanto, creando complejos más estables.
Se cree que las cadenas laterales con los grupos amino (NH2) primarios también contribuirían a la formación de complejos reaccionando con la guanina del ADN mediante enlaces covalentes. Pixantrona se une fuertemente al ADN mediante enlaces covalentes formando aductos estables que afectan a la replicación normal, la transcripción y la reparación del ADN
Pixantrona produce una progresiva pérdida de material cromosomal durante la división celular, provocando que las células mueran tras varias divisiones.

## Eficacia clínica y seguridad
Se evaluó la seguridad y la eficacia de pixantrona en un ensayo clínico fase III, multicéntrico, abierto, aleatorizado, que se llevó a cabo en 66 centros de 17 países. En él se incluyeron 140 pacientes con histopatología confirmada de linfoma no-Hodgkin agresivo en recaída tras 2 o más regímenes previos de quimioterapia que se aleatorizaron 1:1 para ser tratados con pixantrona o con una quimioterapia de agente único elegida por el investigador en el grupo comparador. La información de seguridad y eficacia se recogió durante los 18 meses siguientes al final del tratamiento. Pixantrona demostró eficacia en pacientes fuertemente pretratados que sufren LNH de células B agresivos. Pixantrona aportó tasa de respuestas completas, tasa de respuesta global y supervivencia libre de progresión significativamente mayor que el grupo comparador.
El tratamiento con pixantrona es tolerable y presenta unos posibles efectos adversos fundamentalmente asociados con mielosupresión, fácilmente manejable con los agentes existentes de apoyo como los factores de crecimiento hematopoyético.